# 卡缅诺洛姆尼
卡缅诺洛姆尼（羅馬化：Kamenolomni；又译卡梅诺洛姆尼）是俄罗斯罗斯托夫州十月区行政中心及规模最大聚居地，同时也是该区唯一一座市级镇。地处罗斯托夫州中西部，位于州府顿河畔罗斯托夫东北方，北侧毗邻沙赫特市。镇内设有同名铁路车站。
该地2022年人口有10,148人；2010年人口11,247；2002年人口12,281；1989年人口12,410。